# Β-アラニン
β-アラニン（β-alanine）とは、3-アミノプロパン酸（3-aminopropanoic acid）のことである。

## α-アラニンとβ-アラニン
β-アラニンはアミノ酸の1種であるα-アラニンの構造異性体であり、カルボキシ基から見てα位にアミノ基を持つアラニンとは異なり、カルボキシ基から見てβ位にアミノ基を持つ。なお、その構造から明らかなように、α-アラニンはキラル中心を持つのに対して、β-アラニンはキラル中心を持たない。

β-アラニン
α-アラニンとβ-アラニン

## 生体構成成分としてのβ-アラニン
β-アラニンは天然に存在するβ-アミノ酸の1つで、ジヒドロウラシルやカルノシンの分解により得られる。生体内では遊離アミノ酸として存在する他に、カルノシンやアンセリンなど一部のペプチドの構成分子にもなっている。しかし、タンパク質の構成分子とはならないアミノ酸である。そのため、カルノシンやアンセリンなどを多く含む筋肉中に多く存在する。この他、補酵素Aを構成するパントテン酸（ビタミンB5）の構成分子でもある。

## 生理活性
カルノシンは、β-アラニンとヒスチジンとがアミド結合した構造をしたジペプチドである。β-アラニンを摂取すると、体内でβ-アラニンとヒスチジンからカルノシンを生合成するカルノシン合成酵素による反応が盛んになり、カルノシンが増加する。また、動物実験の結果によれば、β-アラニンは血液脳関門を突破でき、大脳皮質および視床下部の脳のカルノシンも増加させる。他に、ストレス時にも海馬において脳由来神経栄養因子 (BDNF) を発現させ、ストレスの影響を軽減する。
ただし、β-アラニンの多量摂取は全身の痒みを誘発する。これを通称β-アラニンフラッシュと呼ぶ。このβ-アラニン多量摂取による痒みは、侵害性熱刺激および侵害性機械刺激に対応するMrgprD（Mas関連Gタンパク質共役受容体メンバーD）の活性化が原因であり、この受容体はヒスタミン非依存性である。